# Metaplasmus (Grammatik)
Metaplasmus (dt.: Umbildung) bedeutet in der Grammatik einen Wechsel der Formenbildung z. B. zwischen Singular und Plural.
So bildet etwa das lateinische Wort locus (Ort, Platz, Stelle) sowohl den vom Singular her zu erwartenden Plural loci (Stellen) als auch die zweite, dem Flexionsmuster nach nicht zum Singular passende, Form loca (Gegend).
Siehe auch:
- Metaplasmus (Rhetorik)